# Wilhelm Schumburg

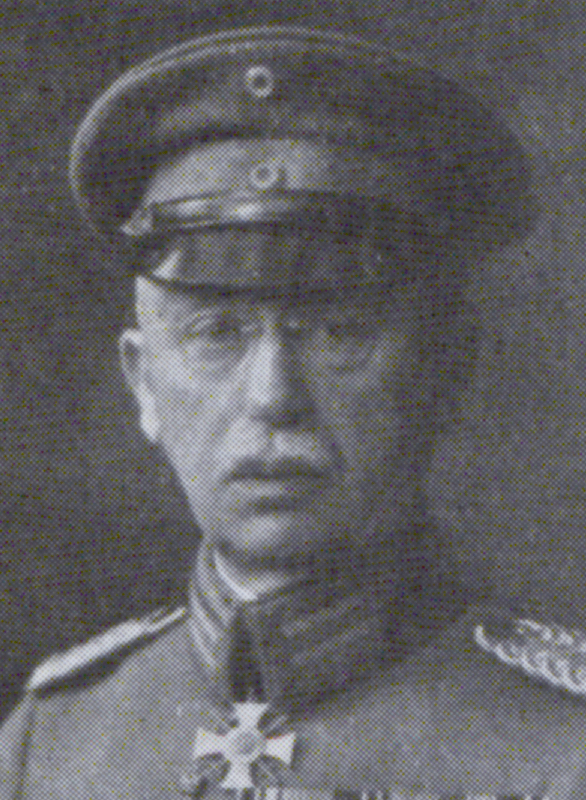
Wilhelm Schumburg

Wilhelm August Ernst Friedrich Schumburg (* 26. Juni 1860 in Braunschweig, Herzogtum Braunschweig; † 30. April 1928 in Hannover) war ein deutscher Bakteriologe, Hochschullehrer und Sanitätsoffizier.

## Leben
Wilhelm Schumburg war ein Sohn des gleichnamigen Fabrikbesitzers Wilhelm Schumburg.
Er studierte ab dem 27. März 1880 an der Medizinisch-Chirurgischen Akademie für das Militär in Berlin. Im selben Jahr wurde er Corpsschleifenträger des Pépinière-Corps Franconia. Er war Doktorand im chemischen Labor des Pathologischen Instituts. Mit einer Doktorarbeit bei Ernst Leopold Salkowski wurde er am 15. Februar 1884 zum Dr. med. promoviert. Anschließend war er als Unterarzt für ein Jahr an die Charité kommandiert. Am 30. Juli 1885 wurde er zum Assistenzarzt II. Klasse befördert. Vom 25. Februar 1892 bis 27. März 1899 war er an der Kaiser-Wilhelm-Akademie angestellt. 1892/93 war er von hier an das Kaiserliche Gesundheitsamt kommandiert. Von 1. April 1894 bis 1. April 1896 war er am tierphysiologischen Laboratorium der Königlich Landwirtschaftlichen Hochschule Berlin, welches von Nathan Zuntz geleitet wurde. Ab April 1896 war Schumburg als Stabsarzt (Beförderung am 29. Juli 1890) Stellvertreter vom Erich Wernicke als Vorstand des hygienisch-chemischen Labors in der Kaiser-Wilhelms-Institut und war dann von April 1897 bis 27. März 1899 Vorstand des Labors. Anschließend wurde er erst zum Oberstabsarzt im Rang eines Hauptmanns und dann am 18. April 1900 zum Oberstabsarzt im Rang eines Majors befördert.
Ab 26. Juni 1899 war er Privatdozent für Bakteriologie und Epidemiologie an der Königlichen Technischen Hochschule Hannover. Am 25. Mai 1904 wurde er hier Professor. Er ging am 1. März 1907 an die Kaiser-Wilhelms-Universität Straßburg.
In der Preußischen Armee wurde er als Generaloberarzt (Beförderung am 29. Mai 1906) Divisionsarzt der 31. Division (Straßburg). Am 19. Juli 1911 zum Generalarzt befördert, war er ab 1914 Korpsarzt des X. Armee-Korps (Hannover). Später wurde er noch Obergeneralarzt.
Wilhelm Schumburg war ab 1897 mit Emma Behring (1869–1928), Schwester von Emil von Behring, verheiratet. Ihr Sohn war der spätere Jurist, Diplomat und Judenreferent im Auswärtigen Amt Emil Schumburg.

## Werke (Auswahl)
- Die Choleraerkrankungen in der Armee 1892–93 und die gegen die Ausbreitung und zur Verhütung der Cholera in der Armee getroffenen Massnahmen. Hirschwald, Berlin, 1894.
- gemeinsam mit Wenzeslaus Heinrich Plagge: Beiträge zur Frage der Trinkwasserversorgung. In: Veröffentlichungen aus dem Gebiete des Militärsanitätswesens 13, 1900.
- Die Tuberkulose, ihr Wesen, ihre Verbreitung, Ursache, Verhütung und Heilung. Teubner, Leipzig, 1903, mehrere Auflagen.
- Die Geschlechtskrankheiten, ihr Wesen, ihre Verbreitung, Bekämpfung und Verhütung. Teubner, Leipzig, 1909, mehrere Auflagen.
- Hygiene der Einzelernährung und Massenernährung. Mehrere Auflagen.
- Ärztliche Ratschläge für gesunde und kranke Tage. Selbstverl. des Preuss. Beamten-Vereins, 1926.